# كازويوكي موريساكي
كازويوكي موريساكي (باليابانية: 森﨑 和幸) (9 مايو 1981 في هيروشيما في اليابان – )؛ هو لاعب كرة قدم ياباني سابق كان يلعب كلاعب وسط.

## وصلات خارجية
- كازويوكي موريساكي على موقع الاتحاد الدولي (مؤرشف)  (الإنجليزية)
- كازويوكي موريساكي على موقع رابطة كرة القدم اليابانية للمحترفين (اليابانية)
- كازويوكي موريساكي على موقع قاعدة بيانات كرة القدم.إي يو (الإنجليزية)
- كازويوكي موريساكي على موقع Soccerway.com (الإنجليزية)
- كازويوكي موريساكي على موقع عالم كرة القدم.نت (الإنجليزية)
- كازويوكي موريساكي على موقع كووورة
- كازويوكي موريساكي على موقع AS.com (الإسبانية)